# 쉬를 번하임
쉬를 번하임(Shirl Bernheim, 1921년 9월 21일 ~ 2009년 3월 30일)은 미국의 배우, 텔레비전 배우, 영화배우이다.

## 영화
- 애너머 (1998년)
- 모세가 된 사나이 (1997년)
- 트러블 커플 (1996년)
- 법과 질서 (1990년)
- 프랑켄후커 (1990년)